# Der Falke und die Heuschrecke
Der Falke und die Heuschrecke ist eine Erzählung aus den Geschichten aus Tausendundeiner Nacht. In der Arabian Nights Encyclopedia wird sie als ANE 312 gelistet. Sie ist Teil der größeren Erzählung Shah Bacht und sein Wesir Rahwan (ANE 286).
Die Tierfabel ist eine Anekdote über schlecht gewählte Freunde.

## Handlung
Einst hatten ein Falke und eine Heuschrecke ihre Nester nahe beieinander gebaut und wurden Freunde. Eines Tages fragte die Heuschrecke, warum der Falke nie einen anderen Vogel in seinem Nest hatte, sondern immer alleine und einsam blieb. Die Heuschrecke schlug dem Falken nun vor, für ihn einen Vogelfreund zu suchen, und der Falke stimmte zu. Zunächst suchte die Heuschrecke einen Geier aus, später einen Adler, der aber die Heuschrecke und den Falken tötete und auffraß. Dies geschah, weil die Heuschrecke nichts vom Wesen der Vögel verstand.

## Hintergrund
Richard Francis Burton griff für seine Übersetzung auf die Breslauer Edition zurück. Nach den Autoren der Arabian Nights Encyclopedia kommt die Heuschrecke später mit einer anderen Heuschrecke zurück, bei Max Habicht ist es ein Adler.

## Ausgaben
- Max Habicht: Tausend und eine Nacht – Arabische Erzählungen, F.W. Hendel Verlag, Leipzig 1926, 12 Bände, Band 10, S. 251–252.